# Ten Tiny Love Stories
Ten Tiny Love Stories är en amerikansk långfilm från 2001 i regi av Rodrigo García, med Radha Mitchell, Alicia Witt, Lisa Gay Hamilton och Rebecca Tilney i rollerna.

## Handling
Filmen består av tio monologer där kvinnor diskuterar de män som haft störst inverkan på deras liv.

## Rollista
| Radha Mitchell            | – One   |
| Alicia Witt               | – Two   |
| Lisa Gay Hamilton         | – Three |
| Rebecca Tilney            | – Four  |
| Kimberly Williams-Paisley | – Five  |
| Debi Mazar                | – Six   |
| Deborah Kara Unger        | – Seven |
| Susan Traylor             | – Eight |
| Elizabeth Peña            | – Nine  |
| Kathy Baker               | – Ten   |